# Růže májová

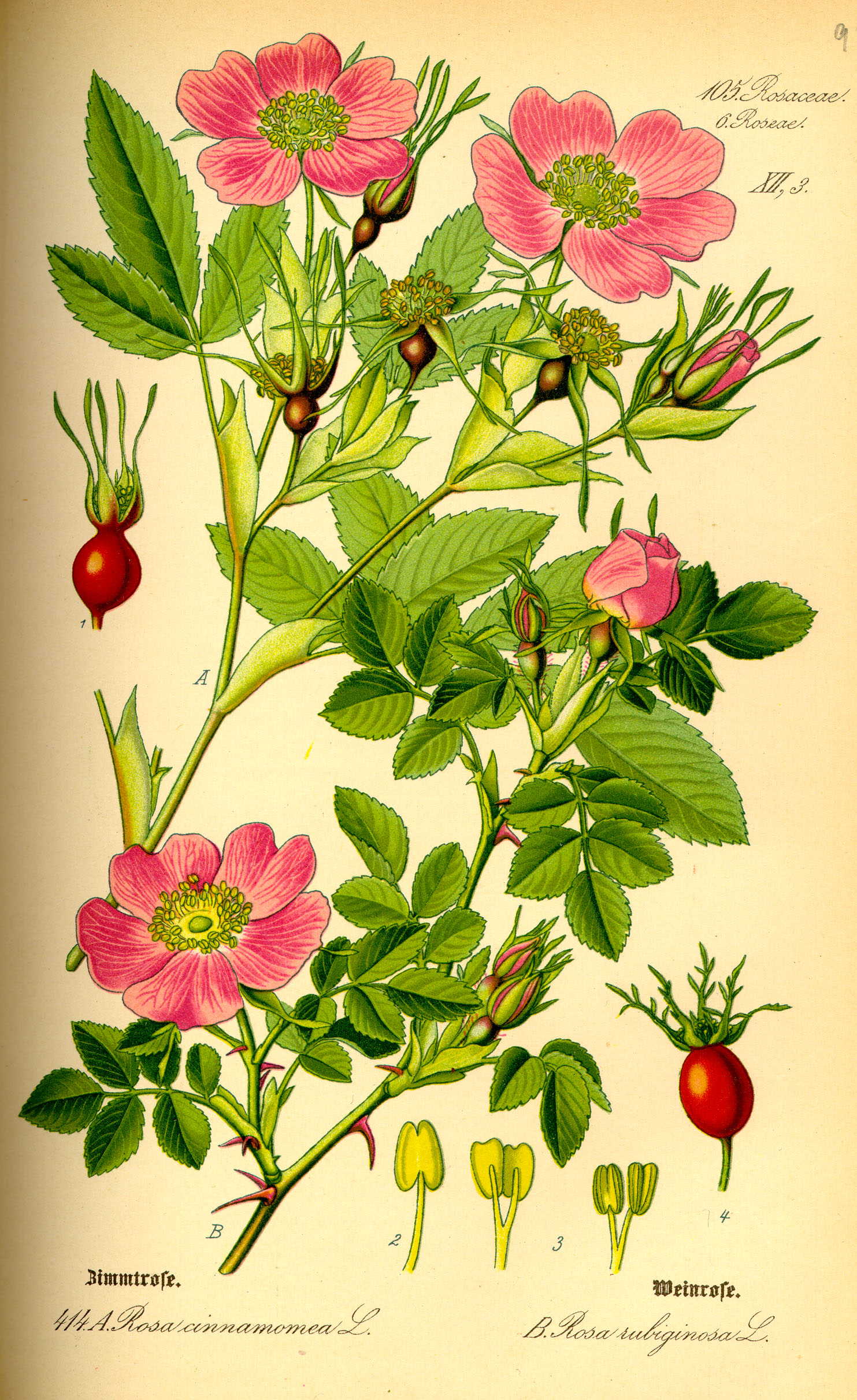
Zobrazení růže májové

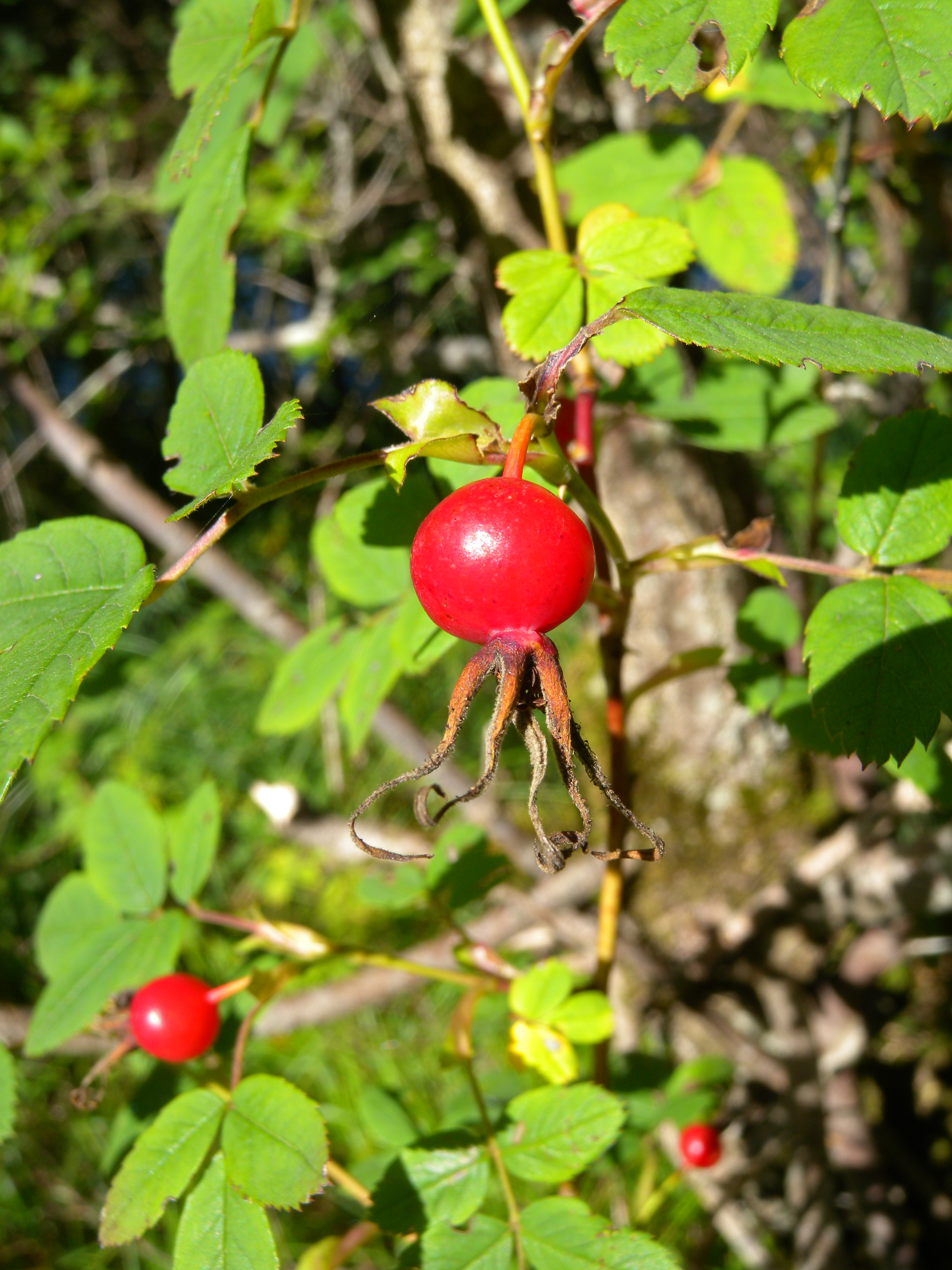
Plod - šípek

Růže májová (Rosa majalis) je menší prutnatý keř rostoucí obvykle v hustých koloniích. V letních měsících se pyšní tmavě růžovými až purpurovými, jednoduchými, pětičetnými květy a na podzim nevelkými červenými šípky. V české přírodě je vzácná a původní jedinci rostoucí ve volné přírodě jsou chráněni. Nezaměňovat se šlechtěnými plnokvětými kultivary pěstovanými v zahradách.

## Rozšíření
Rostlina je euroasijským druhem, její místa původního výskytu se nacházejí od Francie na západě přes střední a východní Evropu až do západní Sibiře i Střední Asie. Na jihu je její rozšíření ohraničeno Alpami a severními pohořími Balkánu, na severu Baltskými a Skandinávskými státy. Bývá často vysazována i mimo původní oblast výskytu a to jak ve zbytku Evropy, tak i ve Spojených státech amerických, kam byla zavlečena evropskými osadníky.
V České republice není příliš rozšířená, jako původní druh se vyskytuje pouze ve dvou arelách: Prvá (souvisí s rozšířením v Alpách) se nachází v Třeboňské pánvi a odtud zasahuje po březích vodních toků Lužnice a Vltavy až do středních Čech. Druhá arela se nachází v Českém středohoří, kde růže májová roste na kamenitých sutích v planárním až submontánním stupni až do nadmořské výšky 850 m n. m. Rostliny rostoucí na jiných místech Česka jsou keře zplanělé z kultury, které vyrostly ze semen plodů roznesených ptáky.

## Ekologie
Vyskytuje se ve dvou zcela odlišných biotopech: buď roste ve vlhkých pobřežních křovinách vodních toků a nádrží, nebo bývá součástí teplomilné vegetace ve světlých suťových lesích. Může růst v písčitých, kamenitých, hlinitých i středně těžkých, jílovitých půdách, které jsou vlhké, ale dobře odvodněné, nejvhodnější půda mívá pH mezi 6 a 7. Prospívá jí plné slunce, poroste však i v polostínu.
V rozporu se svým druhovým jménem "májová" kvete až v červnu a plody dozrávají v září a říjnu. Je samosprašná a bývá opylována hmyzem, kterému poskytuje sice hojně pylu, ale malé množství nektaru. Vytváří hybridy s jinými druhy růží. Ploidie růže šípkové je 2n = 14.

## Popis
Nevelký, opadavý, široce polokulovitě rozložitý keř vysoký jen 1 až 1,5 m, který se pomocí podzemních kořenových výběžků pomalu rozrůstá a zabírá stále větší plochu. Má mírně převisající větve, které jsou v přízemní partii téměř bezlisté, jejich kmínky jsou holé. Mají kůru skořicově hnědé barvy a jsou řídce porostlé rovnými nebo mírně zahnutými ostny, které vyrůstají v párech u báze listů. Lichozpeřené, střídavě vyrůstající složené listy s řapíky mívají dva až tři páry eliptických nebo vejčitých lístků, 10 až 50 mm dlouhých a 5 až 20 mm širokých, které jsou na bázi klínovité a na vrcholu zaoblené či zašpičatělé, po obvodě jednoduše zubaté, na lícní lysé straně jasně zelené a na rubové chlupaté straně nasivělé. Palisty jsou nápadně široké a částečně srostlé s řapíkem. Pupeny nerozvitých květů jsou poměrně malé, načervenalé a mají vejčitý tvar.
Květy bývají velké 3 až 6 cm, jsou jednoduché, pětičetné, oboupohlavné a vyrůstají jednotlivě na lysých stopkách, jejich korunní lístky jsou tmavě růžové až purpurově červené a po obvodě vroubkované. Kališní lístky jsou zelené, úzké, celokrajné, bez přívěsků, vytrvalé a po odkvětu se vztyčují vzhůru a vytrvávají i na zralých šípcích. V květu je větší počet tyčinek s prašníky, pestíků i chlupatých čnělek, které tvoří nízkou a pevnou hlavičku.
Po opylení vyrůstá na lysé stopce dužnatá češule, což je nepravý plod zvaný šípek, který má plochý disk a široké ústí. Šípek je červený, asi 1 cm velký, kulovitý či mírně stlačený, má na vrcholu vzpřímené vytrvalé kališní lístky a obsahuje krémově žlutá semena, která jsou botaniky považována za nažky. V šípku je dužiny jen slabá vrstva, převážnou část obsahu zabírají tvrdá semena, která jsou po semletí poživatelná. V dužině je hojně chlupů, které mohou po požití podráždit ústa i žaludek.
Růže májová je fanerofyt, jenž se na stanovišti přirozeně rozšiřuje rozrůstáním kořenů a během let vyrůstá v okolí řada zdánlivě samostatných keřů, které však pocházejí z jediného exempláře. Uměle jej lze rozmnožit na jaře nebo na podzim rozdělením kořenů vzrostlých rostlin. V případě potřeby většího počtu nových jedinců se používá řízkování, kdy se v létě sázejí řízky z polovyzrálého dřeva s loňskou patkou a na podzim řízky z vyzrálého dřeva. Lze je také (ne však šlechtěnce) množit semeny, která obvykle vyklíčí až za rok či dva.

## Význam
Původní důvod k rozšíření této dřeviny byl pravděpodobně její atraktivní vzhled v době květů i zraní plodů, vytvářejí se z nich ozdobné živé ploty. Tento druh růže je po dlouhou dobu šlechtěn a byla vypěstována řada kultivarů, mnoho z nich je plnokvětých, tj. se zmnoženými okvětními lístky. V České republice je nejznámější a v okolí venkovských chalup bývá často k vidění plnokvětý hybrid 'Foecundissima'.
Šípky růže májové jsou bohatým zdrojem vitamínu A, C a E, flavonoidů a dalších bioaktivních látek. Výrazně bohatým zdrojem vitamínu E jsou semena, která se po usušení melou a přidávají do mouky nebo jiných potravin. Obsahuje překvapivě také hodně esenciálních mastných kyselin, což je pro ovoce poměrně neobvyklé. Používají se též k výrobě džemů a bývají součásti léčivých čajů.

## Ohrožení
Pro řídký výskyt v české přírodě (jen dvě nevelké arely) je růže májová v "Červeném seznamu cévnatých rostlin České republiky" zařazena mezi silně ohrožené druhy (C2r). Zákonem chráněna není.